# 馬體元
馬體元（1454年—？），字以乾，陝西鞏昌府秦州人，匠籍，明朝政治人物。

## 生平
陝西鄉試第六十五名舉人。成化十七年（1481年）中式辛丑科會試第一百九十四名，二甲第八十六名進士。

## 家族
曾祖馬駿，監察御史；祖父馬溥；父馬奇英，母閻氏；繼母朱氏。具庆下。弟體真。